# Resumo curricular
Um resumo currícular é um documento usado e criado por uma pessoa para apresentar seus antecedentes, habilidades e realizações. Os resumos de currículo podem ser usados por vários motivos, mas na maioria das vezes são usados para garantir um novo emprego. O resumo curricular é mais curto que o curriculum vitae mais longo e detalhado.
Um resumo curricular típico contém um resumo da experiência profissional e educação relevantes. O currículo é geralmente um dos primeiros elementos, juntamente com uma carta de apresentação e, às vezes, uma solicitação de emprego, que um possível empregador vê em relação ao candidato a emprego e é geralmente usado para avaliar candidatos, frequentemente seguido por uma entrevista de emprego.
Nos países do sul da Ásia, como Índia, Paquistão e Bangladesh, o termo biodata é frequentemente usado no lugar do resumo curricular.